# Sapphire Crystal
Pour plus de détails, voir Fiche technique et Distribution.
Sapphire Crystal est un moyen métrage français réalisé par Virgil Vernier et sorti en 2020. 

## Synopsis
« Misère d'une jeunesse genevoise riche et oisive, noyant sa vacance éternelle dans des torrents de champagne au fil d'une nuit sans éclat ».

## Fiche technique
- Titre : Saphhire Crystal
- Réalisation : Virgil Vernier
- Scénario : Virgil Vernier
- Musique : Nicolas Mollard
- Photographie : Sylvain Froidevaux, Elijah Graf, Sarah Imsand
- Son : Simon Apostolou
- Montage : Charlotte Cherici
- Production : Petit Film - Deuxième Ligne Films
- Distribution : Shellac
- Pays d'origine :  France
- Durée : 31 minutes
- Date de sortie :
  - France : juin 2020 (Festival Côté court de Pantin) ; 15 juillet 2020 (sortie nationale)

## Distribution
- Edward Klein
- Inès Thurre
- Lou Cohen
- Matteo Scarpino
- Maxime Brueggler
- Medhi Faris
- Mélissa Homsi
- Olivia de la Baume
- Sarah Maria
- Thibaud Rosseti
- Doroteja Gajic

## À propos du film
Sapphire Crystal a été réalisé en collaboration avec les étudiants de la Haute École d'art et de design Genève.

## Distinctions

### Sélections
- Festival international du film de Locarno 2019[3]

### Récompense
- Grand prix André S. Labarthe au Festival Côté court de Pantin 2020[4]